# 刑案偵訊室：德國
《刑案偵訊室：德國》（英語：Criminal: Germany）是一部德國刑偵獨立單元網路劇集，由喬治·凱（George Kay）和吉姆·菲爾德·史密斯開創，埃娃·梅克巴赫、西爾維斯特·格羅特和弗洛倫絲·卡松巴主演。《刑案偵訊室：德國》共3集，是12集《刑案偵訊室》的一部分，另外三部分別為《刑案偵訊室：法國》、《刑案偵訊室：西班牙》和《刑案偵訊室：英國》，四部均於2019年9月20日在網飛上綫首播。

## 演員與角色
- 埃娃·梅克巴赫（德语：Eva Meckbach） 飾 娜丁·凱勒（Nadine Keller），刑事（英语：Kriminalpolizei）總督察（德语：Kriminalhauptkommissarin）
- 西爾維斯特·格羅特（英语：Sylvester Groth） 飾 卡爾·舒爾茨（Karl Schultz），刑事總督察
- 弗洛倫絲·卡松巴（英语：Florence Kasumba） 飾 安特耶·博爾歇特（Antje Borchert）
- 彼得·庫爾特（英语：Peter Kurth） 飾 约亨·穆勒（Jochen Müller），地產開發商
- 克里斯蒂安·貝克爾（英语：Christian Berkel） 飾 馬闊特博士（Dr. Marquardt），律師和警校講師
- 妮娜·霍斯 飾 克勞蒂雅·哈特曼（Claudia Hartmann），20年前協助男友於施普雷林山奸殺6名少女
- 克里斯蒂安·庫亨布赫（德语：Christian Kuchenbuch） 飾 馬丁·路德維希（Martin Ludwig）
- （Jonathan Berlin）飾 斯特凡·普羅斯卡（Stefan Proska）
- 德尼茨·阿羅拉（德语：Deniz Arora） 飾 伊爾馬茲·尤塞夫（Yilmaz Yussef），土耳其裔理財顧問

## 劇集
| 集數 | 標題    | 譯名     | 導演              | 編劇                                         | 上線日期      |
| ---- | ------- | -------- | ----------------- | -------------------------------------------- | ------------- |
| 1    | Jochen  | 约亨     | 奧利弗·希施比格爾 | 本德·朗格（Bernd Lange）                     | 2019年9月20日 |
| 2    | Yilmaz  | 伊爾馬茲 | 奧利弗·希施比格爾 | 本德·朗格                                    | 2019年9月20日 |
| 3    | Claudia | 克勞蒂雅 | 奧利弗·希施比格爾 | 本德·朗格；塞巴斯蒂安·黑格（Sebastian Heeg） | 2019年9月20日 |

## 製作
《刑案偵訊室》全12集均在位於西班牙馬德里自治區特雷斯坎托斯「電視城」（Ciudad de la Tele）的網飛歐洲製作中心拍攝完成。

## 宣傳與發行
《刑案偵訊室：德國》計劃於2019年9月20日於網飛上綫首播。

## 資料來源
1. 1 2 3  White, Peter. . Deadline.com. 2019年8月9日  [2019年8月9日]. （原始内容存档于2020-11-08） （美国英语）.
2. ↑  Harrison, Ellie. . Radio Times. 2019年8月9日  [2019年8月9日]. （原始内容存档于2019-08-09） （英国英语）.

## 外部連結
- 在Netflix上觀看《刑案偵訊室：德國》
- 互联网电影数据库（IMDb）上《刑案偵訊室：德國》的资料（英文）